# The Red Shoes
《The Red Shoes》是香港歌手黎明的錄音室專輯，全碟由雷頌德監製，收錄了10首國語歌曲、2首粵語歌曲及歌曲〈中毒的愛情〉和〈簡愛〉的音樂短片，專輯於2001年6月8日由新力唱片在香港、台灣、新加坡、馬來西亞及中國大陸以CD及VCD形式首次發行。

## 製作概念
《The Red Shoes》的命名概念源自於黎明在這張專輯的錄音階段時，買了八十多雙球鞋，每雙球鞋都是當時最新流行的款式，與他的音樂概念不謀而合，他認為球鞋和各式不同的服裝，可以搭配出各種不同的風格，就像音樂可以做不同的配合，變出不同的新鮮感。這張專輯的製作時間約一年半，以英國、美國、韓國、日本、香港、台灣的音樂風貌為製作概念，曲風包括了電子舞曲、抒情歌曲、英式搖滾、R&B、Band Sound等，曲目編排由快到慢，把快歌放在前面，抒情歌曲緊接在後。專輯由林夕、十方、周耀輝、甄健強為歌曲填詞，黎明親自與他們討論每首歌的文字方向，歌曲〈中毒的愛情〉由韓國音樂人周建輝創作，黎明第一次聽到這首歌的旋律讓他聯想到愛情就像毒藥一樣，並決定邀請林夕為歌曲填詞，歌詞是經過他們深入交談後創作而成。英國作曲家Gary Barlow與黎明合作前先透過黎明以往的專輯、電影及音樂短片，了解黎明的背景資料，然後創作了歌曲〈不說不愛〉和〈Don't Know What To Say〉；台灣音樂人周傳雄認為黎明是很有活力的藝人，因此以Band Sound曲風的歌曲來展現黎明輕鬆活力的一面，歌曲定名為〈玩笑〉。黎明除了主唱專輯歌曲，亦創作了〈愛要去那裡〉及為〈你係我嘅〉親自執導拍攝音樂短片。

## 曲目列表
| CD       | CD                     | CD       | CD                                       | CD       | CD                       | CD    |
| 曲序     | 曲目                   |          | 作曲                                     | 编曲     | 备注                     | 时长  |
| -------- | ---------------------- | -------- | ---------------------------------------- | -------- | ------------------------ | ----- |
| 1.       | 純粹誤會               | 周耀輝   | 雷頌德                                   |          |                          | 2:42  |
| 2.       | 你係我嘅（粵語）       | 甄健強   | 雷頌德                                   |          | 《重愛輕友》粵語版       | 4:16  |
| 3.       | 看上她                 | 甄健強   | 雷頌德                                   |          |                          | 3:44  |
| 4.       | 簡愛（粵語）           | 甄健強   | 黎明                                     |          | 電影《情迷大話王》主題曲 | 2:51  |
| 5.       | 玩笑                   | 十方     | 周傳雄                                   |          |                          | 3:35  |
| 6.       | 中毒的愛情             | 林夕     | Cho Jang Hyeok                           | Ted Lo   |                          | 4:29  |
| 7.       | 不說不愛               | 甄健強   | Gary Barlow                              |          |                          | 3:25  |
| 8.       | Don't Know What To Say | 十方     | Gary Barlow Bernie Cosgrove Kevin Clarke |          |                          | 3:33  |
| 9.       | D.I.Y                  | 周耀輝   | 雷頌德                                   |          |                          | 4:14  |
| 10.      | 那天前那天後           | 十方     | 增田武史                                 |          |                          | 4:44  |
| 11.      | 重愛輕友               | 十方     | 雷頌德                                   |          |                          | 4:17  |
| 12.      | 愛要去那裡?            | 十方     | 黎明                                     |          |                          | 2:52  |
| 总时长： | 总时长：               | 总时长： | 总时长：                                 | 总时长： | 总时长：                 | 44:41 |

| VCD      | VCD                       | VCD  |
| 曲序     | 曲目                      | 时长 |
| -------- | ------------------------- | ---- |
| 1.       | Untitled                  | 0:15 |
| 2.       | 簡愛（Music Movie）       | 2:45 |
| 3.       | 中毒的愛情（Music Movie） | 4:46 |
| 总时长： | 总时长：                  | 7:46 |

## 幕後製作人員
以下是《The Red Shoes》的幕後製作人員名單：
- 鍵琴：雷頌德（曲目4,12）、Ted Lo（曲目6）
- 結他：黃仲賢（曲目4,12）、Eugene Pao（曲目6）、雷頌德（曲目6）、蘇德華（曲目10）
- 貝斯：Pal Sinn（曲目4,12）、Rudy Balbuena（曲目6）
- 口琴：William Tang（曲目4,12）
- 樂器：雷頌德（曲目1－3,5,7－9,11）
- 弦樂：Wong Sze Hang Strings Ensemble（曲目6）
- 音色伴奏：雷頌德（曲目4,12）、Ted Lo（曲目6）
- 鼓：Anthony M. Fernandes（曲目4,12）、Melchior Sarreal（曲目6）
- 和聲：A-E-O（曲目1,2,4,8,9,11,12）、黎明（曲目1－4,7－9,12）
- Rap：Perry（曲目1,2,11）、TYM（曲目3）
- 混音：岡村弦
- 錄音：岡村弦、陳西敏
- 母帶處理：中里正男
- 美術指導、攝影：張文華
- A&R：Belle Lok、陳永明
- 設計、插圖：模擬城市
- 監製：雷頌德
- 執行製作人：王凱文
- 經理人公司：百事活娛樂事業有限公司
- 出品人：Ariel Fung

## 流行榜成績
以下是《The Red Shoes》專輯的派台歌曲名單，以及其歌曲在香港四大電子媒體音樂流行榜的最高位置。
| 派台歌曲／流行榜 | 903專業推介 | 中文歌曲龍虎榜 | 新城電台勁爆本地榜 | 勁歌金榜 | 參考          |
| ---------------- | ----------- | -------------- | ------------------ | -------- | ------------- |
| 〈簡愛〉         | 第6位       | 季軍           | 季軍               | 未能上榜 | [ 7 ] [ 8 ]   |
| 〈純粹誤會〉     | 第12位      | 未能上榜       | 未能上榜           | 未能上榜 | [ 9 ]         |
| 〈你係我嘅〉     | 未能上榜    | 第13位         | 冠軍               | 第6位    | [ 10 ] [ 11 ] |

## 獎項
以下是《The Red Shoes》專輯獲頒發的獎項：
- Channel [V]第八屆全球華語榜中榜——最佳音樂錄影帶獎〈重愛輕友〉[12]
- Channel [V]第八屆全球華語榜中榜——最受歡迎歌曲獎〈重愛輕友〉[13]
- 國際唱片業協會（香港會）（IFPI）——十大銷量國語唱片獎[14]